# Philotrypesis grandii
Philotrypesis grandii är en stekelart som beskrevs av Wiebes 1966. Philotrypesis grandii ingår i släktet Philotrypesis och familjen fikonsteklar. Inga underarter finns listade i Catalogue of Life.